# تلمبه ۲۴ نفره کاظم‌آباد
تلمبه ۲۴ نفره کاظم‌آباد یک منطقهٔ مسکونی در ایران است که در دهستان زیدآباد واقع شده‌است.